# Clibanarius sclopetarius
Clibanarius sclopetarius is een tienpotigensoort uit de familie van de Diogenidae. De wetenschappelijke naam van de soort is voor het eerst geldig gepubliceerd in 1796 door Herbst.